# Paweł Sobczak
Paweł Sobczak (ur. 29 czerwca 1978 w Płocku) – polski piłkarz grający na pozycji napastnika.
Wychowanek Stoczniowca Płock, skąd trafił do I-ligowej Petrochemii Płock. W jej barwach zaliczył debiut w ekstraklasie 10 sierpnia 1997 w meczu z Rakowem Częstochowa (0-1).
W 1999 r. wyjechał do Austrii, by przez 2 sezony grać w drużynie Austrii Wiedeń (18 meczów, 1 gol). Następnie przeniósł się do włoskiego Genoa 1893 (3 występy). Po powrocie do Polski reprezentował RKS Radomsko, Widzew Łódź, Pogoń Szczecin.
Wiosną 2003 znów próbował swoich sił w zagranicznych klubach, kolejno w austriackim Admira Wacker Mödling (10 meczów) i cypryjskim Anorthosis Famagusta (10 spotkań, 3 bramki). Później zawodnik Polonii Warszawa, Wisły Płock, Podbeskidzia Bielsko-Biała, ponownie płockiej Wisły, niemieckiego Viktoria Köln, a od wiosny 2008 po raz kolejny Wisły Płock.
W sezonie 2006/2007 zdobył wraz z Wisłą Płock Superpuchar Polski. Dnia 26 czerwca 2008 roku podpisał roczny kontrakt z GKS Katowice.
Ma na swoim koncie 89 spotkań w I lidze, w których uzyskał 16 trafień.